# Oribotritia decumana
Oribotritia decumana är en kvalsterart som först beskrevs av Koch 1836.  Oribotritia decumana ingår i släktet Oribotritia och familjen Oribotritiidae. Inga underarter finns listade i Catalogue of Life.